# 真夜中の匂い
『真夜中の匂い』（まよなかのにおい）は、1984年5月18日から同年8月10日にかけてフジテレビ系列「金曜劇場」（毎週金曜22:00 - 22:54）で放送されたテレビドラマ。
2019年5月14日から、日本映画専門チャンネルの「山田太一劇場」シリーズとして放送される。

## 概要
ごく普通の女子大生たちが、大人の世界に一歩ずつ足を踏み入れながら成長していくその様子を描いた青春ドラマ。当時の女子大生ブームを反映して製作された作品で、そのブームを巻き起こしたのが、当時同局土曜の深夜に放送されていた生放送番組「オールナイトフジ」。そこから生まれた素人女子大生ユニット・おかわりシスターズ（山崎美貴、松尾羽純、深谷智子）が、第8話「トランプ占い」にゲスト出演している。

## キャスト
- 萱野則子：紺野美沙子
- 泉田季子：中村久美
- 土屋雅美：岩崎良美
- 木山祐作：林隆三
- 萱野篤子：中原ひとみ
- 多賀谷美佐子：赤座美代子
- 石川シゲ：根岸明美
- 山岸誠：ジョニー大倉
- 島森光弘：中村信二郎
- 丸山順三郎：津田和彦
- 埼玉信二郎：山口良一
- 相崎貫一：山田吾一
- 宮内孝雄：久富惟晴
- 泉田正吉：田中邦衛（友情出演）
- 信欣三
- 山崎美貴
- 浅野真弓
- 八神康子

## スタッフ
- 脚本：山田太一
- 演出：河村雄太郎、鈴木恵悟
- プロデューサー：中村敏夫、南條武史
- 企画：重村一
- 音楽：小室等
- テーマ演奏：佐藤允彦
- タイトル写真：ヘルムート・ニュートン「ホワイト・ウーマン」（講談社 刊）より
- 制作著作：フジテレビ

## サブタイトル
| 各話   | 放送日        | サブタイトル     | 演出       |
| ------ | ------------- | ---------------- | ---------- |
| 第1話  | 1984年5月18日 | 裸体について     | 河村雄太郎 |
| 第2話  | 1984年5月25日 | 変身             | 河村雄太郎 |
| 第3話  | 1984年6月1日  | 初体験           | 河村雄太郎 |
| 第4話  | 1984年6月8日  | 六月の別れ唄     | 鈴木恵悟   |
| 第5話  | 1984年6月15日 | 知らなかった感情 | 鈴木恵悟   |
| 第6話  | 1984年6月22日 | 男の内部         | 河村雄太郎 |
| 第7話  | 1984年6月29日 | 揺れている日々   | 河村雄太郎 |
| 第8話  | 1984年7月6日  | トランプ占い     | 鈴木恵悟   |
| 第9話  | 1984年7月13日 | 誰かといたくて   | 鈴木恵悟   |
| 第10話 | 1984年7月20日 | チャンス         | 河村雄太郎 |
| 第11話 | 1984年7月27日 | 夢遊戯           | 鈴木恵悟   |
| 第12話 | 1984年8月3日  | 再会             | 河村雄太郎 |
| 最終話 | 1984年8月10日 | 一人を残して     | 河村雄太郎 |

シナリオ集・山田太一『真夜中の匂い』（）

## 参考資料
- ザテレビジョン
- 週刊テレビ番組

## 関連文献
- 山田太一『真夜中の匂い』大和書房、1984年7月30日。

| フジテレビ 金曜劇場 | フジテレビ 金曜劇場 | フジテレビ 金曜劇場    |
| 前番組              | 番組名              | 次番組                 |
| ------------------- | ------------------- | ---------------------- |
| 微笑は風のように    | 真夜中の匂い        | いつも輝いていたあの海 |